# 新教育運動
新教育運動（しんきょういくうんどう）とは、「新教育」（英語: New Education）または「新学校」（英語: New School）をキーワードに19世紀末のイギリスではじめられた教育改革運動のこと。
新教育（しんきょういく、英語: New Education）とは、20世紀初頭に始まった新しい教育の考え方を提唱する世界的な広がりを持った運動のなかで、旧来の教師中心、大人中心の教育を旧教育と呼び、自らの児童中心、自発的な学びを良しとする考え方を呼んだ呼び方のことである。「新教育」とその具体的で制度的な成果としての「新学校」を共通のテーゼとするこの国際的な新教育の運動は、その教育目的、教育方法、児童観において、共通の特徴を持っていた。当時世界的に広まっていたヘルバルト主義の教育観を乗り越えて、現実主義に根本的に方向転換を図るというのがそれである。教育形態としては、画一的一斉教授から個性的合科教授へ、教育方法としては主知主義(書物主義)・注入主義から活動主義(事物主義、ラーニング・バイ・ドゥーイング)・自学主義へ、教師中心主義から児童中心主義へ、階級分裂的複線型学校から統一的単線型学校へ、思弁的哲学的教育研究から実験的科学的教育研究へなど、その運動の意義と成果は、その後の教育改革へ進歩的な遺産として継承されている。

## 概説
19世紀末から第一次世界大戦後にかけて、イギリスからフランス、ドイツ、イタリア、アメリカ、ロシア、インド、中国及び日本、並びにその他の国々に展開された。ただし思想においても教育実践の手法においても一様でなく、ルソー、ペスタロッチ及びフレーベルの思想の継承発展により、書物を通じての主知主義の教育に対する児童の自主的で、主体的な活動を尊重するという児童中心主義の考え方に共通点が有る。
この運動は具体的には1889年イギリスのセシル・レディによって設立された学校、アボッツホルム・スクールに始まるといわれる。この学校はフランスのエドモン・ドモラン、ドイツのヘルマン・リーツらに影響を与え、それぞれロッシュの学校、田園教育塾を発展させた。そしてこの運動からグスタフ・ヴィネケンやパウル・ゲヘープらによって生徒の自治活動を尊重する自由学校共同体の運動が現れた。別の起源ではイギリスのパブリック・スクールの革新から始まりともされる。1900年スウェーデンのスウェーデンのジャーナリストで、女性運動家だったエレン・ケイが自著のタイトルを『児童の世紀』と名づけ、この新しい動向に一般的なタイトルを与えたことから、全世界的にこの言葉があまねく伝わるようになった。この運動全体を新教育運動と呼ぶ。ドイツでは改革教育運動といい、アメリカ合衆国では進歩主義教育という言い方があり、それぞれの教育改革の動向や傾向性などを指していうことがある。
新教育の特徴としては旧来の教育のように記憶力中心の詰め込み式教育とは異なり、学ぶ者の個性や創造力などいわゆる各自の感性や思考力が重要視される教育法であり、これまでに無い発明をしたり、新しいアイディアやシステムを生み出したり、自ら学び、実践しながら新しい分野を開拓していくための力を培うのに有効な教育法とされる。
アメリカではその民主主義を基礎に1883年パーカーによって始まり1896年のジョン・デューイのシカゴ大学の実験学校によってさらに前進し進歩主義教育運動として展開された。この運動はウィリアム・ヒアド・キルパトリックらのプロジェクト・メソッドを生みヴァージニア・プランなど徹底的な経験主義カリキュラムを採用する数々の州教育計画を成立させコミュニティ・スクール（地域社会学校）運動を発展させていった。
またこの動きが単に教育者と学校改革の分野だけでのものでなかった証に作家や芸術家にもこうした運動に共鳴し自らも学校を試みる者が少なくなかった。作家のトルストイ、思想家のバートランド・ラッセル及び詩人のタゴールなどはその例である。
日本においては大正時代に、従来の教育法を「旧教育」として批判し、子供中心の理想の教育を求めた学校創設が行われた。官僚の澤柳政太郎が実験学校として創立した成城小学校や、自由主義教育者・伊藤長七による東京府立第五中学校（現・小石川中等教育学校） での実践がそれに当たる。また、鈴木三重吉は子供の自主性を育てる童話雑誌として『赤い鳥』を創刊し、近代児童文学に大きく貢献した。これらの一連の動きを大正自由教育運動と呼ぶ。